# 開平市
開平市（かいへいし）は中華人民共和国広東省江門市に位置する県級市。

## 地理
開平市は広東省中南部に位置し、珠江三角州の西南に位置している。北は新会区及び鶴山区と、東南は台山市、西南は恩平市、西北は新興県と接している。市内西部は三領地、東部には平原が広がり潭江が市内を貫いている。

## 歴史
1573年（万暦元年）、明により開平屯が設置された。1643年（崇禎16年）、県への昇格が建議され戸部により昇格が決定したが、明の滅亡により実現できず、開平が県になったのは1649年（永暦3年）の南明政権下のことである。
その後開平県は中華人民共和国時代まで続き、1993年1月5日に県級市に昇格し現在に至る。
2007年に塘口鎮・赤坎鎮・百合鎮・蜆岡鎮の村落群が「開平楼閣と村落」としてユネスコの世界遺産に登録された。

## 行政区画
下部に2街道、13鎮を管轄する
- 街道
  - 三埠街道、長沙街道
- 鎮
  - 沙塘鎮、蒼城鎮、竜勝鎮、大沙鎮、馬岡鎮、塘口鎮、赤坎鎮、百合鎮、蜆岡鎮、金鶏鎮、月山鎮、赤水鎮、水口鎮

## 交通

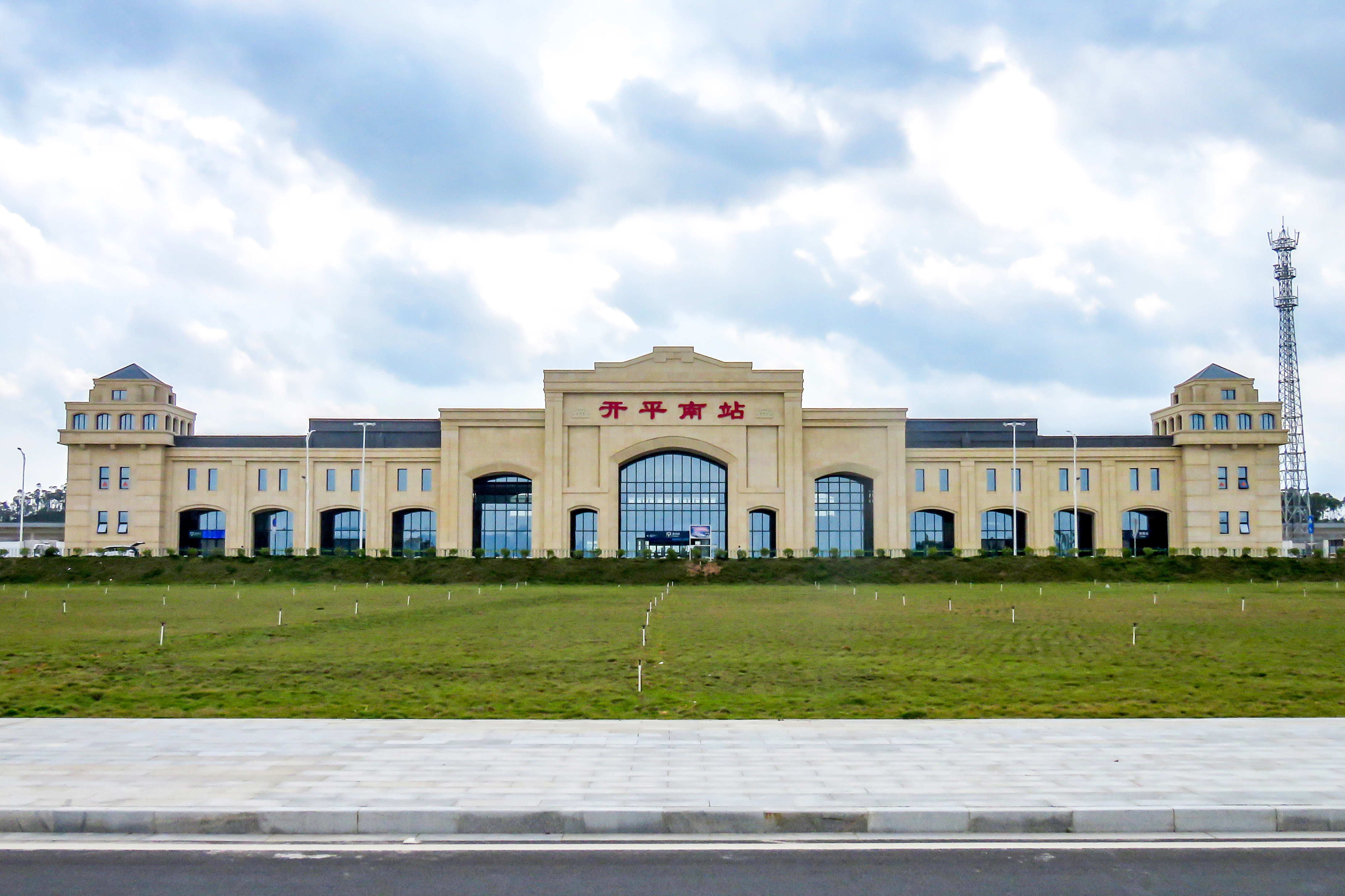
開平南駅

### 鉄道
- 中国鉄路総公司
  - 深湛線
    - 開平南駅

### 道路
- 高速道路
  -  瀋海高速道路
  -  深岑高速道路
- 国道
  -  G325国道

### バス路線
- 開平市一般路線

## 観光
- 開平楼閣文化観光区
- 開平孔雀湖国立湿地公園

## 出身者
- 何寵 - 明代の進士。本貫は肇慶府恩平県龍塘（現在の開平市）。成化16年（1480年）に吉安府龍泉県の教師を務めました。
- 李江 - 明代の詩人。本貫は肇慶府恩平県沙塘（現在の開平市）。『梅花百詠』の編著者のひとり。梧州府推官を務めました。
- 呉尚時 - 中国の地理学家・教育家。嶺南近代地理学の研究者。
- 司徒宏 - 中国の広州中山医科院の創設者で上海交通大学運輸省卒業生の一人でもある。
- 司徒慧焯 - 香港の映画編集者・舞台芸術の講師でもありました。
- 司徒華 - 香港の政治家・教育家・作家。
- 司徒达盛 -台湾「広東文獻」の男性特別著者
- 陳無涯一台湾「広東文獻」男性特別著者

## 関連項目

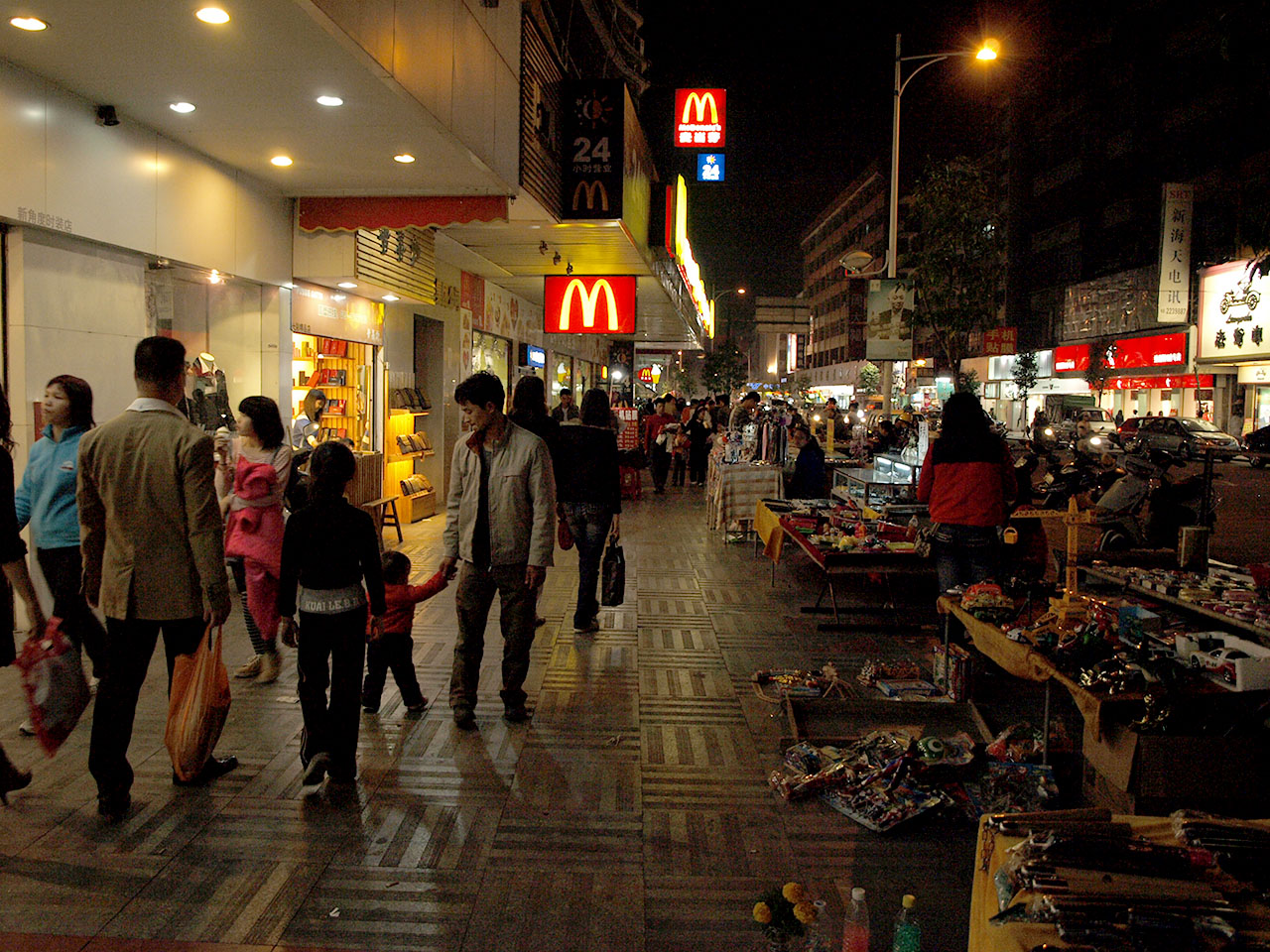
夜の開平市中心街